# Municipio de San Francisco Cahuacúa
El municipio de San Francisco Cahuacuá (del mixteco: cahua, cua ‘piedra, rojo’‘Piedra roja’) es uno de los 570 municipios que conforman al estado mexicano de Oaxaca. Pertenece al distrito de Sola de Vega, dentro de la región sierra sur. Su cabecera es la localidad de San Francisco Cahuacuá.

## Geografía
El municipio abarca 248.09 km² y se encuentra a una altitud promedio de 1480 m s. n. m., oscilando entre 2700 y 900 m s. n. m.

## Demografía
De acuerdo al último censo, realizado por el INEGI en 2010, en el municipio habitan 3427 personas, repartidas entre 28 localidades.